# Diadasia palmarum
Diadasia palmarum là một loài Hymenoptera trong họ Apidae. Loài này được Timberlake mô tả khoa học năm 1940.